# Shuangxiqiao (köpinghuvudort i Kina, Hubei Sheng, lat 29,93, long 114,48)
Shuangxiqiao är en köpinghuvudort i Kina. Den ligger i provinsen Hubei, i den centrala delen av landet, omkring 75 kilometer söder om provinshuvudstaden Wuhan. Antalet invånare är 33 276. Befolkningen består av 15 965 kvinnor och 17 311 män. Barn under 15 år utgör 22,0 %, vuxna 15-64 år 67 %, och äldre över 65 år 10,0 %.
Runt Shuangxiqiao är det tätbefolkat, med 308 invånare per kvadratkilometer. Närmaste större samhälle är Wenquanzhen, 18,7 km sydväst om Shuangxiqiao. Trakten runt Shuangxiqiao består till största delen av jordbruksmark.
Genomsnittlig årsnederbörd är 2 075 millimeter. Den regnigaste månaden är maj, med i genomsnitt 315 mm nederbörd, och den torraste är januari, med 48 mm nederbörd.